# Elmurza Mistułow
Elmurza Dzanczekowicz Mistułow, ros. Эльмурза Дзанчекович Мистулов (ur. w 1922 r. w Królestwie SHS, zm. 30 maja 1990 r. w Waszyngtonie) – rosyjski emigracyjny wojskowy, działacz polityczny, społeczny i kombatancki
Był z pochodzenia Osetyjczykiem. Jego rodzina w listopadzie 1920 r. wraz z resztkami wojsk białych ewakuowała się z Krymu, po czym zamieszkała w Królestwie SHS. Elmurza D. Mistułow na pocz. 1941 r. ukończył I rosyjski korpus kadetów. Po zajęciu Jugosławii przez wojska niemieckie w kwietniu tego roku, wstąpił jako jeden z pierwszych do nowo formowanego Rosyjskiego Korpusu Ochronnego. Początkowo jako junkier służył w tzw. kompanii szkoleniowej młodzieży i ROWS płk. M. T. Gordiejewa-Zareckiego. Po przekształceniu pododdziału w kompanię junkierską został strzelcem karabinu maszynowego. Przeszedł kurs nauk wojennych, dostając stopień podporucznika. Na początku 1945 r. został odznaczony Żelaznym Krzyżem 2 klasy. Następnie skierowano go do oficerskiej szkoły ROA. Po zakończeniu wojny przebywał w obozie dla uchodźców w Bawarii, gdzie występował w rosyjskim teatrze. W 1951 r. wyjechał do USA. Zamieszkał w Los Angeles. Był monarchistą. Należał do Związku Żołnierzy Rosyjskiego Korpusu i Stowarzyszenia Kadetów Rosyjskich Korpusów Kadetów. Był też członkiem Komitetu Zjednoczonych Rosyjskich Organizacji Antykomunistycznych. Stanął na czele miejscowego oddziału Stowarzyszenia Rosyjskich Organizacji Antykomunistycznych. Pełnił funkcję atamana stanicy górsko-kozackiej w Los Angeles. Współpracował z Kongresem Rosyjskich Amerykanów. Zmarł 30 maja 1990 r. podczas zjazdu b. nauczycieli rosyjskich gimnazjów w Belgradzie.